# Delete 키

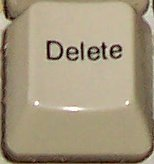
컴퓨터 자판 위에 있는 Delete 글쇠

Delete 키(딜리트 키, Delete key, Delete / Del)는 컴퓨터 자판에서 볼 수 있는 글쇠의 하나이다.
기능은 Backspace 키와 비슷하나 글자를 지우는 방향이 반대이다. Delete 키를 누르면 현재 커서가 있는 위치의 글자를 지우고 뒤에 있는 글자들을 앞으로 이동시킨다.
컴퓨터 부팅시 F2(F1) 또는 Delete 키를 누르면 바이오스 또는 CMOS 설정 화면으로 이동할 수 있다.

## 같이 보기
- 컴퓨터 자판
- Control-Alt-Delete